# 布萊斯峽谷國家公園
布萊斯峽谷國家公園（英語：Bryce Canyon National Park）位於美國猶他州西南部，佔地145平方公里。公園的主要特色景點是布萊斯峽谷，雖然其名稱帶有峽谷二字，但並非真正的峽谷，而是一系列位於龐沙岡特高原東側的岩石環型劇場。布萊斯峽谷有著大量奇形岩，而這種獨特地理結構是經由霜凍作用和河流侵蝕河床湖床的沉積岩而形成。這些紅色、橙色和白色的岩石形成奇特的自然景觀，為遊客提供壯麗景色。相比鄰近的錫安國家公園，布萊斯峽谷國家公園的面積要更較小，而且海拔較高。布萊斯峽谷邊緣高度介於2,400至2,700米。
摩爾門先驅者在19世紀中期遷入布萊斯峽谷地區，並在1875年以其中一名先驅者埃比尼泽·布萊斯的名稱來命名該區。1923年，時任總統沃伦·加梅利尔·哈定把布萊斯峽谷地區指定為國家紀念區。1928年，美國國會把布萊斯峽谷地區由國家紀念區升格為國家公園。1931年，時任總統赫伯特·胡佛簽署兩份總統公告，在十年間兩度把毗鄰地區併入公園，大幅擴充公園範圍。公園長有超過400種原生植物物種，亦有大量野生動物棲息，當中包括猶他土撥鼠、加州神鷲和西南柳鶲這三種瀕危物種。公園設有多種休閒娛樂設施，遊客可在園內可進行遠足、露營、觀光、觀星、越野滑雪等活動。由於公園偏僻，遊客人數少於鄰近的錫安國家公園和大峽谷國家公園。以2020年為例，錫安國家公園和大峽谷國家公園的參觀人數分別錄得2,897,098人次和3,591,254人次，但布萊斯峽谷國家公園只有1,464,655人次。

## 地理
布萊斯峽谷國家公園位於北美科羅拉多高原地文區內，橫跨龐沙岡特高原東南邊緣和龐沙岡特斷層（Paunsaugunt Fault）西側。遊客可在公園高處俯瞰高原邊緣、一個包含斷層的山谷和在它後面的帕里亞河。另外，凱佩羅維茨高原邊緣與該山谷的另一側相連。布萊斯峽谷一帶空氣清新，在大多數日子內，遊客可從展望點（Farview Point）看到140公里（90英里）外、位處猶他州和亞利桑那州交界的納瓦荷山脈。而在一些萬里無雲的日子，遊客更可遠眺260公里（160英里）外、位於亞利桑那州的黑方山。
布萊斯峽谷並非經由河溪侵蝕形成，意味著它在理論上不是峽谷。相反，龐沙岡特高原的新生代地層遭受向源侵蝕，以致在該區形成大規模的岩石環型劇場地貌。同時，這類侵蝕活動亦形成了高達60米（200英尺）且脆弱多彩的奇形岩。這一系列的奇形岩在園內從北到南延伸，其長度超過30公里（20英里）。布萊斯環型劇場（Bryce Amphitheater）屬園內最大的奇形岩柱群，它長19公里（12英里），寬5公里（3英里），深240米（800英尺）。位於麥格頓高原以西40公里（25英里）外的锡达布雷克斯国家保护区同樣具有環型劇場形的岩石地貌，並且與布萊斯峽谷國家公園處於同一地層，但海拔較高。
彩虹點（Rainbow Point）是園內最高點，海拔高度達2,775米（9,105英尺），位於長29公里（18英里）的景觀公路盡頭。遊客可在此盡覽阿夸里厄斯高原、布萊斯環型劇場、亨利山脈、珠砂崖（Vermilion Cliffs）和白崖（White Cliffs）等景觀。位於公園東北部的黃溪（Yellow Creek）是園內最低點，海拔高度為2,018米（6,620英尺）。

從日出點遠眺布萊斯環型劇場

## 氣候
根據柯本氣候分類法，布萊斯峽谷國家公園屬大陸性氣候。公園位處海拔較高的地區，以致當區天氣在秋季、冬季和春季都有很大變化。公園的最高溫度紀錄為2002年7月14日的37°C（98°F），而最低溫度紀錄則是1963年1月13日和1989年2月6日的-32°C（-26°F）。這裏的夏季是6至9月，日間最高溫度在21°C至27°C（70°F至80°F）之間，但晚間則會下降至3°C至7°C（42°F至53°F）。從10月至5月這段時間，公園的晚間氣溫幾乎每晚都低於冰點，溫度範圍大約在−9°C至3°C（15°F至37°F），而日間溫度則維持在約3°至17°C（37°F至63°F）。另外，遊客中心的植物抗寒帶屬於5b，能抵禦−23.3°C（−10°F）的最低氣溫。
同樣基於海拔因素，公園的降水量相較附近的錫安國家公園為多。雨季集中在7至8月，午後經常出現短暫的雷暴，且伴有大雨和頻繁的閃電。該區的年降水量範圍由380至460毫米（15至18英寸）不等。雖然公園通常會在12月至2月期間經歷最冷和最多降雪的時期，但在10月時仍有機會出現暴風雪。另外，3月至4月的春季風暴亦可能會產生大雪。
| 布萊斯峽谷國家公園總部    | 布萊斯峽谷國家公園總部 | 布萊斯峽谷國家公園總部 | 布萊斯峽谷國家公園總部 | 布萊斯峽谷國家公園總部 | 布萊斯峽谷國家公園總部 | 布萊斯峽谷國家公園總部 | 布萊斯峽谷國家公園總部 | 布萊斯峽谷國家公園總部 | 布萊斯峽谷國家公園總部 | 布萊斯峽谷國家公園總部 | 布萊斯峽谷國家公園總部 | 布萊斯峽谷國家公園總部 | 布萊斯峽谷國家公園總部 |
| 月份                      | 1月                    | 2月                    | 3月                    | 4月                    | 5月                    | 6月                    | 7月                    | 8月                    | 9月                    | 10月                   | 11月                   | 12月                   | 全年                   |
| ------------------------- | ---------------------- | ---------------------- | ---------------------- | ---------------------- | ---------------------- | ---------------------- | ---------------------- | ---------------------- | ---------------------- | ---------------------- | ---------------------- | ---------------------- | ---------------------- |
| 历史最高温 °C（°F）       | 15 (59)                | 18 (64)                | 19 (67)                | 24 (75)                | 29 (85)                | 35 (95)                | 37 (98)                | 32 (90)                | 32 (89)                | 26 (79)                | 20 (68)                | 16 (60)                | 37 (98)                |
| 平均高温 °C（°F）         | 2.7 (36.9)             | 3.8 (38.8)             | 7.7 (45.8)             | 11.9 (53.5)            | 17.3 (63.1)            | 23.9 (75.1)            | 26.7 (80.0)            | 25.3 (77.5)            | 21.2 (70.1)            | 14.6 (58.2)            | 7.7 (45.8)             | 2.7 (36.8)             | 13.8 (56.8)            |
| 日均气温 °C（°F）         | −2.8 (26.9)            | −1.9 (28.6)            | 1.4 (34.5)             | 5.1 (41.2)             | 9.9 (49.9)             | 15.4 (59.8)            | 18.9 (66.0)            | 17.6 (63.7)            | 13.3 (55.9)            | 7.2 (45.0)             | 1.3 (34.3)             | −2.8 (26.9)            | 6.9 (44.4)             |
| 平均低温 °C（°F）         | −8.3 (17.0)            | −7.6 (18.4)            | −4.8 (23.3)            | −1.7 (28.9)            | 2.6 (36.6)             | 7.0 (44.6)             | 11.2 (52.1)            | 10.0 (50.0)            | 5.3 (41.6)             | −0.1 (31.9)            | −5.1 (22.8)            | −8.3 (17.0)            | 0.0 (32.0)             |
| 历史最低温 °C（°F）       | −32 (−26)              | −32 (−26)              | −24 (−11)              | −19 (−3)               | −11 (13)               | −6 (21)                | −2 (28)                | −5 (23)                | −9 (16)                | −18 (0)                | −24 (−12)              | −31 (−23)              | −32 (−26)              |
| 平均降水量 mm（）         | 49 (1.91)              | 43 (1.70)              | 32 (1.27)              | 20 (0.77)              | 23 (0.91)              | 12 (0.47)              | 39 (1.55)              | 49 (1.94)              | 45 (1.78)              | 44 (1.73)              | 33 (1.28)              | 34 (1.34)              | 423 (16.65)            |
| 平均降雪量 cm（）         | 50 (19.8)              | 46 (18.1)              | 34 (13.2)              | 15 (5.9)               | 3.8 (1.5)              | 0.51 (0.2)             | 0.0 (0.0)              | 0.0 (0.0)              | 0.0 (0.0)              | 7.6 (3.0)              | 25 (9.7)               | 39 (15.3)              | 220 (86.7)             |
| 平均降水天数（≥ 0.01 in） | 6.3                    | 7.6                    | 6.2                    | 5.7                    | 5.5                    | 3.2                    | 8.8                    | 10.2                   | 7.0                    | 5.3                    | 4.7                    | 6.2                    | 76.7                   |
| 平均降雪天数（≥ 0.1 in）  | 6.3                    | 7.2                    | 5.5                    | 3.3                    | 1.2                    | 0.1                    | 0.0                    | 0.0                    | 0.0                    | 1.3                    | 3.4                    | 5.7                    | 34.0                   |
| 来源：NOAA                |                        |                        |                        |                        |                        |                        |                        |                        |                        |                        |                        |                        |                        |

## 歷史

### 美洲原住民定居
現代人對於早期人類定居在布萊斯峽谷地區的情況所知甚少。根據考古資料，美洲原住民早在約1萬年前便已居住在布萊斯峽谷和龐沙岡特高原一帶。從公元200年左右至1200年，費利蒙人和阿那萨吉人佔據了布萊斯峽谷附近的部分科羅拉多高原，前者集中在北部和西部，後者則集中在南部和東部。公園範圍內亦先後出土多項文物，包括有著數千年歷史、屬於編筐時期阿那萨吉人的工藝品，以及其他來自普韋布洛時期阿那萨吉和費利蒙文化（至公元12世紀中葉）的工藝品。
派尤特人在其他美洲原住民離開後才進駐該區周邊的山谷和高原。這些原住民主要以打獵和採集野果為生，偶然亦會種植作物來豐富食物來源。居於此地的派尤特人創造了一些關於園內奇形岩的神話：他們認為這些奇形岩是由傳說非常狡猾的郊狼變身而成的。1936年，一位居於凱巴布印第安保留地的派尤特長老向公園博物學家解釋傳說，指派尤特文化把奇形岩稱為「Angka-ku-wass-a-wits」，意為「紅色的臉」。

### 白人開發與殖民

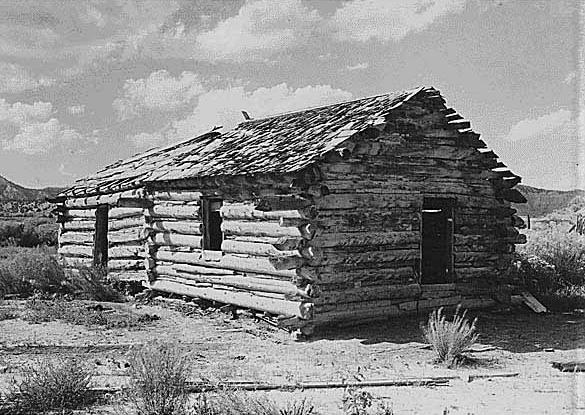
布萊斯與家人居於布萊斯環型劇場下方的小屋，攝於1881年

在18世紀末至19世紀初，首批歐裔美國人才踏足這個偏遠且難以到達的地區。摩爾門教信徒在1850年代初次偵查此地，以評估它在農業發展、放牧和定居方面的潛力。
1872年，美國陸軍少校约翰·威斯利·鲍威尔率領科研隊伍在該區進行首次重大科學考察。在這次考察期間，鲍威尔少校與一組製圖師和地質學家一同勘探塞維爾河和維琴河地區。此為針對科羅拉多高原的大規模勘探的一部份，而製圖師亦在地圖上保留了許多派尤特地名。稍後時間，一小撮摩爾門先驅者沿著帕里亞河，試圖前往在布萊斯峽谷以東的沿河地區定居。1873年，甘娜尼亞牧牛公司（Kanarra Cattle Company）開始在此地區放牧牛隻。
1875年，耶穌基督後期聖徒教會認為蘇格蘭移民埃比尼泽·布萊斯的的木工技能有助新聚居地的建設，故指派他和家人前往帕里亞谷定居。布萊斯一家在同年抵達當地，居於布萊斯環型劇場的正下方，並在現時公園邊界處放牧牛隻。其後，布萊斯修築了一條通往高原的道路，以便前往收集木柴和木材。稍後時間他又建造了一條運河來灌溉莊稼和滿足牲畜飲水需要。同年後期，其他定居者開始稱這個地方為「布萊斯峽谷」，而後來這亦成為了正式名稱。
乾旱、過度放牧和洪水等因素最終迫使剩餘的派尤特人離開該區，而定居者則試圖修建引水道，把塞維爾河的河水引流至聚居地。然而，定居者的引水道計劃未能成功，促使包含布萊斯一家的大多定居者離開當地。1880年，布萊斯舉家搬到亞利桑那州居住。1890年至1891年，餘下的定居者挖掘了一條長約16公里（10英里）的溝渠，從塞維爾河東汊引水至特羅皮克山谷（Tropic Valley）。特羅皮克於1891年建成。

### 公園建立

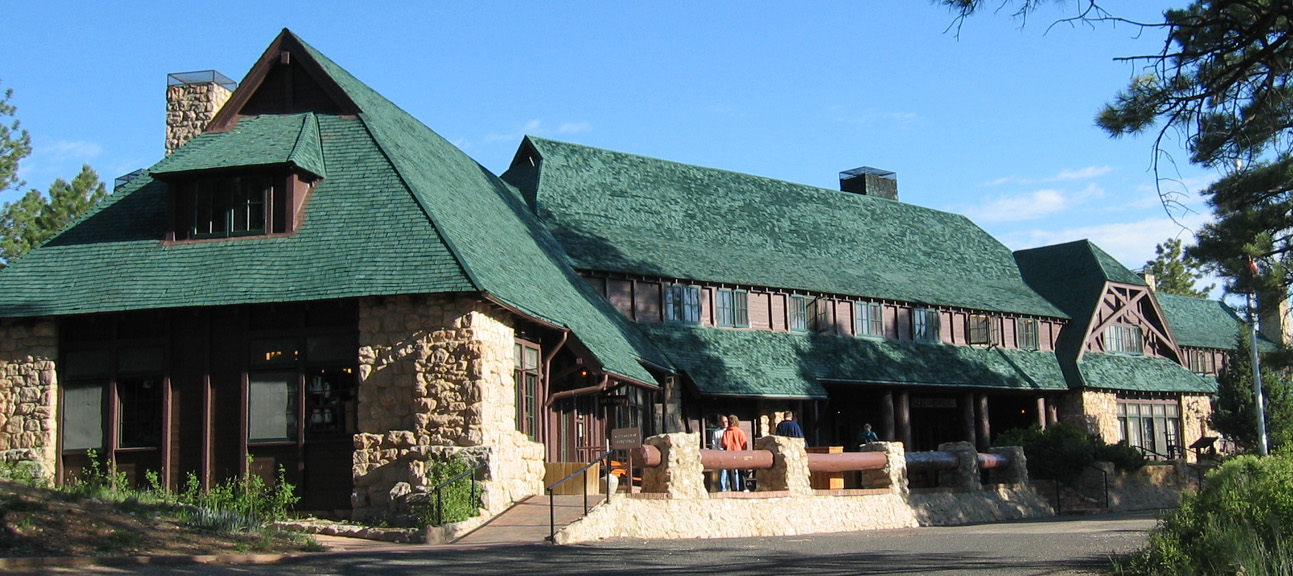
在1924年至1925年間就地取材建成的布萊斯峽谷度假小屋

1916年，聯合太平洋鐵路和聖塔菲鐵路在雜誌發表文章，首次向公眾描述這片風景區。後來，一些如J·W·漢弗萊（J. W. Humphrey）的林務局主管亦開始宣傳布萊斯環型劇場的風景奇觀。然而，峽谷位置偏僻可達度低，而且食宿設施欠奉，導致參觀人數一直處於低位。同年後期，牧場主露比·西雷特（Ruby Syrett）一家抵達布萊斯峽谷，並被眼前景象深深吸引，故寫信給州政府，希望在該區建造小屋以接待前來欣賞美景的遊客。後來，西雷特等人在峽谷邊緣處建造了一間簡樸的旅館，把它稱作「遊客休息區」（Tourist Rest），開始向遊客提供食宿。西雷特在稍後時間亦成為布萊斯峽谷首任郵政局長。1918年，一些在全國各地發行的報章雜誌加入宣傳行列，漸漸激發公眾對於布萊斯峽谷的興趣，而遊客數目亦在此時逐漸增多。到了1920年代初，聯合太平洋鐵路更表示有興趣把鐵路服務擴展到猶他州西南部，以便容納更多遊客。

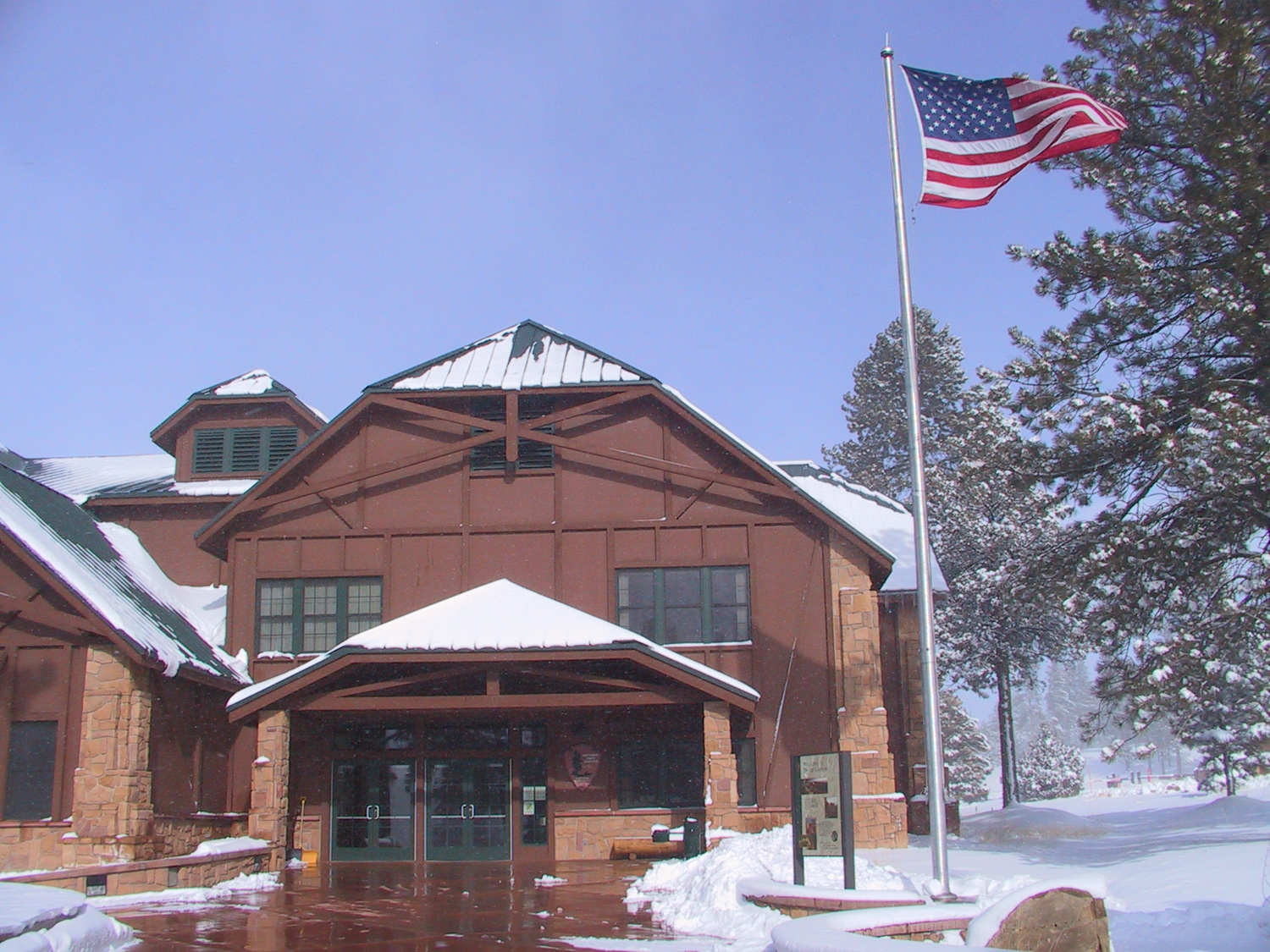
冬季時的遊客中心

與此同時，由於過度放牧、過度伐木以及遊覽活動缺乏規範等因素，引致布萊斯峽谷脆弱的地貌遭到破壞，自然資源保護論者對此感到震驚。1921年，保育人士展開峽谷保育運動，而國家公園管理局首任局長斯蒂芬·馬瑟亦對此作出回應，建議猶他州議會把布萊斯峽谷劃為州立公園。但事隔數年，猶他州政府仍未採取任何保育行動，反而遊說聯邦政府，指峽谷應由國家管理和保護。故此，馬瑟同意改為把峽谷指定為國家紀念區，置於國家森林局的管理之下，並把有關事項提交予時任總統沃伦·加梅利尔·哈定。1923年6月8日，總統哈定宣佈把布萊斯峽谷列為國家紀念區。同年，一條通往高原的公路建成，向遊客提供更便利的途徑通往環型劇場的觀光點。1924年，聯合太平洋鐵路委託建築師吉爾伯特·史丹利·安德伍德在日落點附近修築一間小屋。布萊斯峽谷度假小屋於1925年初夏竣工，建築材料主要採用當地的木材與石頭，而在往後數年則增建了客翼、禮堂、女員工宿舍、經濟客房和豪華客房等設施。
自1924年開始，國會議員便致力於把布萊斯峽谷的保護地位由國家紀念區提升至國家公園，以達致建立猶他州國家公園的目的。同年6月7日，國會通過一項建立猶他州國家公園的法案，訂明當國家紀念區內所有土地收歸國有後國家公園便會成立。把紀念區內私有和州有土地業權轉移至聯邦政府的工作大概始於1923年，並由聯合太平洋鐵路的子公司猶他州公園公司牽頭和負責商議轉移事項。最後的一項收購行動於四年後完成。1928年2月25日，布萊斯峽谷國家公園正式成立。1931年時任總統赫伯特·胡佛簽署兩份總統公告，先在同年把公園以南的一個毗鄰地區併入國家公園，再在1942年把257公頃（635英畝）土地撥歸公園，使得現在公園的總面積達145平方公里（35,835英畝）。在1930年代，平民保育團在公園內修建了各式設施，包括露營地、車道、步道、邊界圍欄和停車場等，並加裝裝置減慢侵蝕作用和防治害蟲。公園在成立後其管理工作一直由附近的錫安國家公園兼顧，自1956年開始才有管理者上任。

### 近期歷史
1961年，非營利組織布萊斯峽谷自然歷史協會成立。該會是官方非營利合作夥伴，致力為公園在從事科學、教育、歷史與解說活動時提供協助。此外，協會在公園遊客中心內經營書店，又會把自家編製的教育刊物和資料販賣或免費分發予遊客、公眾、企業和其他聯邦機構。
2000年6月，國家公園管理局在園內提供季節性接駁巴士服務，以舒緩因遊客數量增加而引起的交通擠塞問題。2002年至2004年間，國家公園管理局重建園內老舊且不完善的道路系統。2009年7月16日，閃電擊中公園以南／西南13公里（8英里）外的國家林地而引起大火。火場面積約1,926公頃，其中有779公頃是在公園的邊界範圍內。大火最終在一個月後才成功撲滅，是公園自成立以來最大規模的荒地大火。2016年11月下旬，園內其中一柱被稱為「哨兵」的奇形岩因霜凍作用而崩塌。2019年8月13日，國際暗天協會認同公園擁有品質卓越的夜空，故授予「國際暗天公園」認證。2020年4月7日，為防止2019冠狀病毒病傳播，公園主管琳達·馬祖（Linda Mazzu）宣布關閉公園直到另行通知。一個月後，公園發言人宣佈公園分階段重新開放。

## 地質

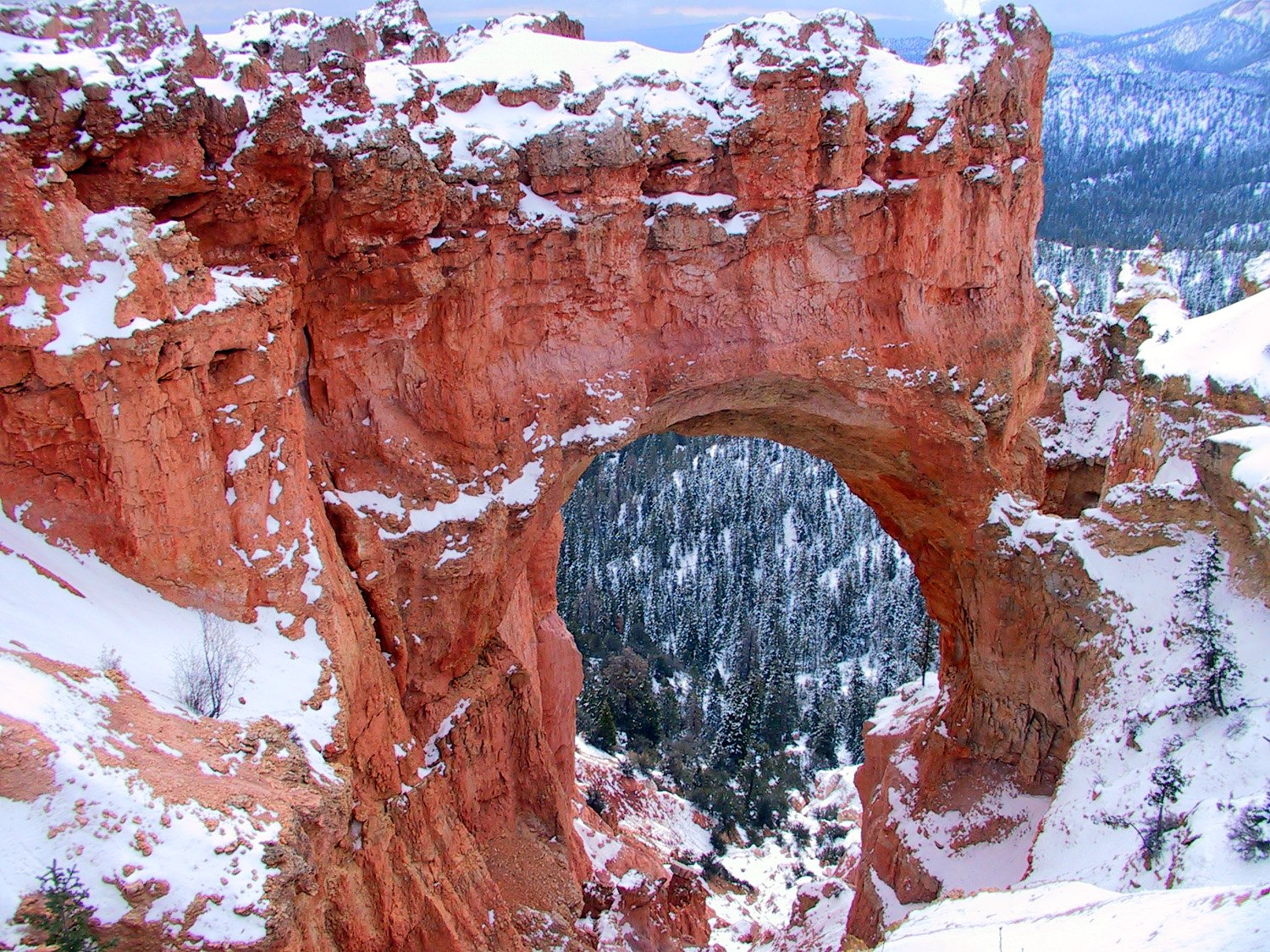
沉積岩遭侵蝕後所形成的天然石橋

布萊斯峽谷地區曾在白堊紀後期至新生代初期出現堆積作用，不過堆積環境在園內不同位置亦有不同程度的分別。達科他沙岩和特羅皮克頁岩在白堊紀海路的溫暖淺水區內沉積，而現時這些岩石露頭則位於公園邊界外不遠處。在6,300萬年至4,000萬年前（由古新世至始新世），固體顆粒經由搬運作用沉積在涼爽的河流和湖泊系統之中，並形成今日所見五顏六色的克萊倫岩層（Claron Formation），而園內的奇形岩亦由此岩層雕鑿而成。隨著湖泊加深變淺，以及海岸線和三角洲的遷移，區內岩層有著不同種類的沉積物。
除了達科他岩層和克萊倫岩層，堆積作用亦形成了數個岩層，但經歷兩次主要的地殼抬升運動後大多已遭侵蝕。大約在7,000萬年至5,000萬年前，拉拉米造山運動曾影響整個北美洲。這次造山運動有助落磯山脈的形成，同時亦持續縮小並最終關閉白堊紀海路。斯特雷特崖岩層、瓦威普岩層和凱佩羅維茨岩層正為此時地殼抬升的結果。科羅拉多高原則在約1,600萬年前抬升，並被細分為不同的高原。高原與高原之間均遭斷層分隔，因此各自有著不盡相同的抬升速率。此外，船方山礫岩（Boat Mesa Conglomerate）和塞維爾河岩層（Sevier River Formation）在抬升運動後遭侵蝕，最終消失。

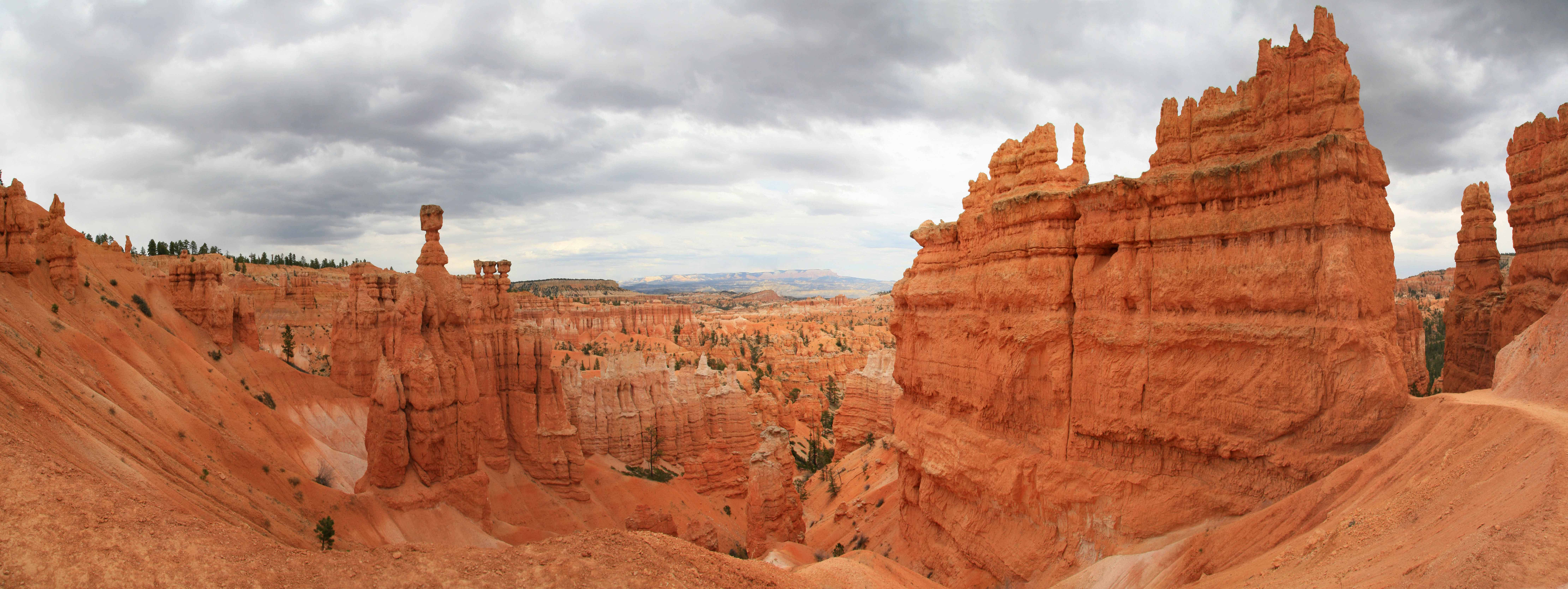
人稱「雷神之鎚」的奇形岩

抬升運動同時引致岩層產生垂直節理，而隨著時間流逝，這些節理會首先遭到侵蝕，破裂面因而擴大。位於克萊倫岩層的粉紅懸崖由較柔軟的岩石組成，故容易受侵蝕作用影響，最終形成一系列獨立的奇形岩。另一方面，同樣位於克萊倫岩層的白色懸崖有著堅硬的岩石層，因此在侵蝕作用影響下形成磐石。奇形岩由柔軟的沉積岩組成，其頂部則是一塊堅硬且抗蝕力高的岩石，可以保護柱身免受自然災害的影響。奇形岩的色彩基於其內部的礦物成份，棕色、粉紅色和紅色來自赤鐵礦，黃色來自褐鐵礦，紫色則源自軟錳礦。此外，岩層侵蝕還形成了拱狀岩石、天然石橋、石牆和石窗等地貌。布萊斯峽谷是地球上其中一個的奇形岩集中地。
園內裸露的岩層屬於巨型岩層大階梯的一部分。岩層較古老的部分顯露於大峽谷，中間層顯露於錫安國家公園，而較年輕的則顯露於布萊斯峽谷地區。另外，大階梯的地層在各個公園和附近地區內均有少量重疊。

## 生態

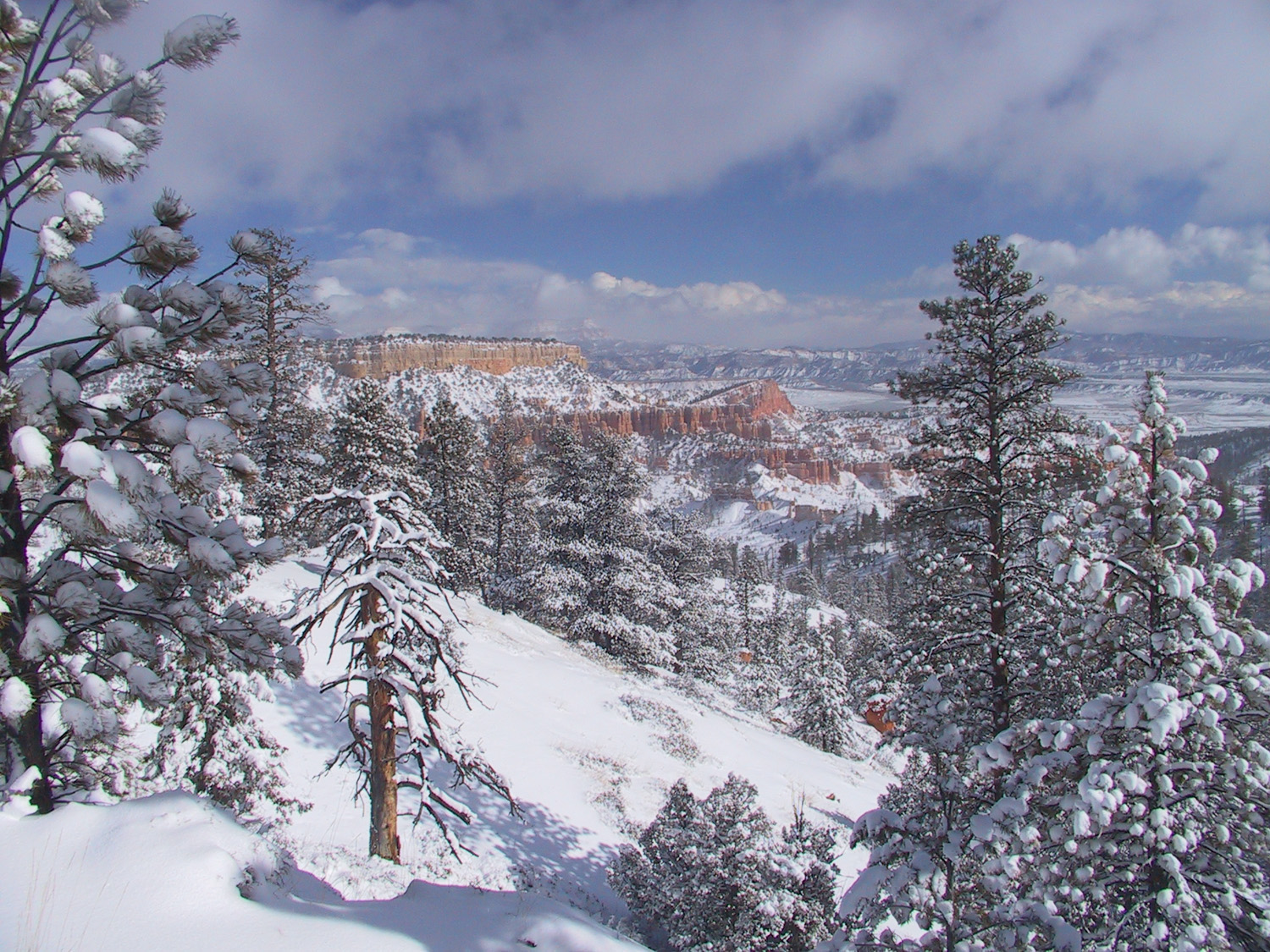
布萊斯峽谷擁有廣闊的杉林

布萊斯峽谷國家公園內長著超過400種原生植物物種。根據海拔高低，公園可分為三個生物帶：低海拔地區的植被由矮林構成，以沼澤松和杜松為主，同時亦長有熊果屬和唐棣屬等灌木；白楊、三角葉楊、白樺和柳树通常沿著溪流生長；中海拔地區以西黃松森林最為常見，含水量豐富的地區則有藍葉雲杉和花旗松，另長有熊果屬等灌木；而在高海拔地區，白楊、白冷杉和白雲杉十分常見。此外，公園各個海拔高度都長有狐尾松亚组，部分樹齡甚至超過1,600年。

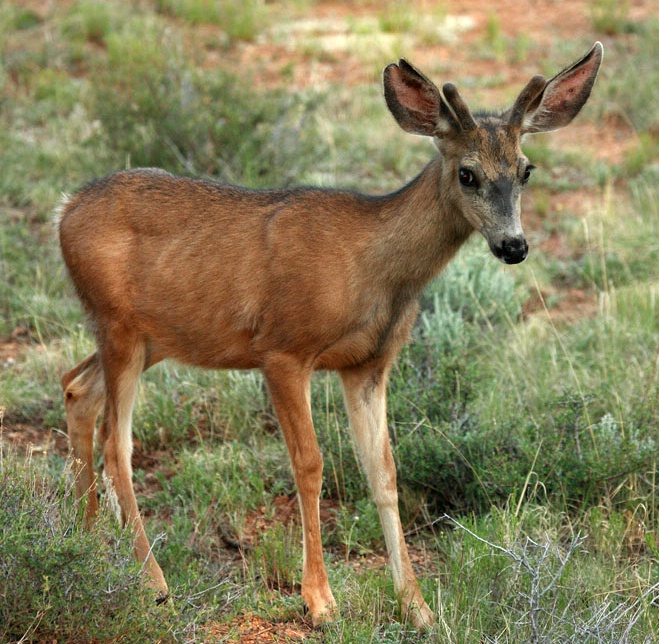
騾鹿是園內常見的大型哺乳動物

布萊斯峽谷內的森林與草原為各類動物提供棲息地。在園內棲息的哺乳動物約有59種，包括狐狸、獾、豪豬、加拿大馬鹿、美洲黑熊、美洲獅、短尾貓等。其中，美洲黑熊和美洲獅較少出沒於人前。近年，騾鹿和叉角羚再度在公園附近繁衍，間中會闖入公園範圍。另外，騾鹿、美洲獅與郊狼在冬季會遷移至較低海拔地區，而黃鼠與旱獺會以冬眠方式過冬。根據記錄，每年約有175種鳥類憩息於布萊斯峽谷，部份屬於鳥類遷徙活動。園內常見留鳥包括渡鴉、暗冠藍鴉、白胸鳾、坦氏孤鶇、绒啄木鸟、毛啄木鳥、暗眼燈草鵐、貓頭鷹以及猛禽等。常見候鳥則包括西藍鴝、旅鶇、黃腰白喉林鶯、黑喉灰林鶯、黃腹麗唐納雀以及各種蜂鳥等。
1973年製定的《瀕危物種法》提供了框架來保護瀕危和受威脅物種及其棲息地。公園恰好是表列三種野生動物的棲息地：猶他土撥鼠、加州神鷲和西南柳鶲。1973年，猶他土撥鼠被聯邦政府列為瀕危物種，並被帶至公園保育。現時園內棲息著約200隻猶他土撥鼠，是該物種最大的受保護種群。加州神鷲屬極危物種，在聯邦政府的物種保護計劃下，只有少量生活於野外，而夏季出沒在公園及錫安國家公園範圍的數十隻加州神鷲則主要棲息在亞利桑那州北部。另外，西南柳鶲在春夏秋三季較為罕見。
公園內棲息著11種爬行動物和4種兩棲動物，包括大盆地響尾蛇、短角蜥、側斑鬣蜥、帶紋鞭蛇以及虎紋鈍口螈等。此外，超過1,000種昆蟲（包括60種蝴蝶）在園內出沒。

## 休閒

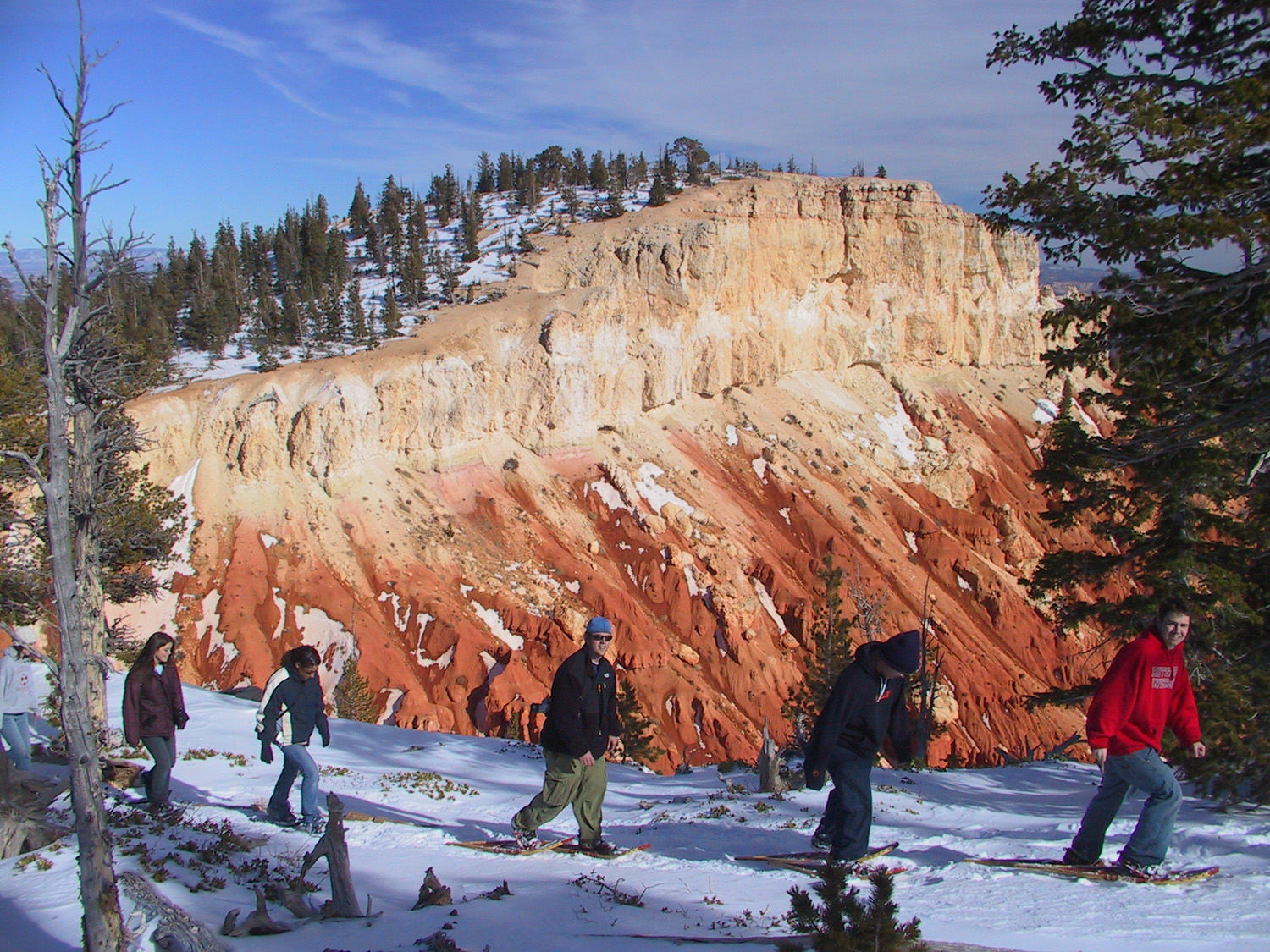
進行冬季健行時，遊客須穿著雪鞋以免滑倒

大部份遊客會利用沿著布萊斯峽谷的景觀公路，來前往峽谷附近的14個景點。園內著名景點皆位於布萊斯環型劇場內，包括日出點、日落點、靈感點和布萊斯點。布萊斯峽谷設有8條日間健行步道，遊客可在少於一日的時間內行畢。苔穴徑（Mossy Cave）、邊緣步道（Rim Trail）、狐尾松環道（Bristlecone Loop）和皇后花園步道（Queens Garden Trail）屬於輕鬆至中等難度，坡度不高同時海拔變化最小，來回距離約1小時至2小時不等。納瓦荷環線（Navajo Loop）和塔橋步道（Tower Bridge Trail）屬於中等難度，坡度較陡且海拔變化較大，來回距離約1小時至3小時不等。仙境環線（Fairyland Loop）和躲迷藏環線（Peekaboo Loop）屬較為困難的步道，坡度極陡且地型上下起伏，來回距離需時約3小時至5小時不等。此外，部分步道彼此連結，遊客可藉由合併路線來增加挑戰性和作長距離健行。

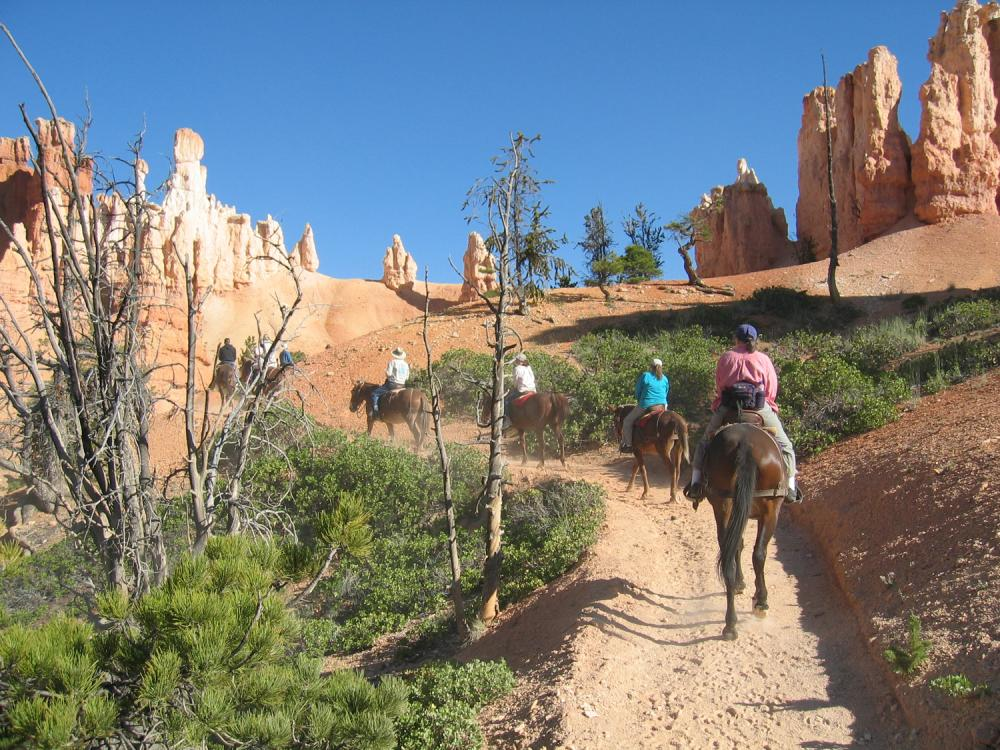
在四月至十月期間，遊客可在牧馬人帶領下體驗騎馬或騎騾

公園還設有兩條專供遊客過夜健行的步道，一條是長約14.2公里（8.5英里）的里格斯泉環迴步道（Riggs Spring Loop Trail），另一條則是長約36.9公里（22.9英里）的邊緣之下步道（Under The Rim Trail）。但是，這兩條步道是位於森林當中，而非在奇形岩之間。根據公園守則，遊客在過夜健行前須要前往遊客中心與公園管理員討論行程，並在中心購買野外露營許可證。另外，遊客亦可在夏季參與由公園管理員舉辦、每月兩次的滿月健行。雖然大多日間健行步道在冬季仍正常開放，但所有步道都會積雪結冰，因此遊客在健行時須穿著配上防滑裝置的登山靴或雪鞋。
在冬季時，布萊斯峽谷各處雪深不盡相同。當積雪深度達90厘米以上，遊客便可在公園各處（除公園邊緣處外）進行越野滑雪。當積雪深度在30厘米以下，遊客只能在鲁比斯酒店、紅峽谷自行車道、仙境環線和帕里亞滑雪環線等經過維護的步道上滑雪。
布萊斯峽谷位處高海拔地區，加上空氣清新和位置偏遠等因素，以致成為北美洲為數不多擁有黑暗夜空的地區。在沒有月亮的晚上，遊客可在峽谷內看到多達7,500顆星星，包括金星和木星，甚至是大約250萬光年外的仙女座星系。公園管理員會定時舉辦觀星活動，向遊客講解天文知識，而遊客則可藉此在園內進行夜間漫步，並能透過望遠鏡觀賞行星、星團、銀河系以及其他天文景觀。另外，公園通常在每年六月舉辦為期數日的布萊斯峽谷天文節，向公眾提供關於天文學、夜行動物和夜空保護的講解節目，參與人數成千上萬。而為了紀念這個天文節，小行星49272以國家公園的名字命名。
公園設有兩個野外露營場地：北露營地全年開放，共提供101個營地；日落營地於春末至秋初開放，共提供102個營地，另設20處帳篷搭設點。同樣，遊客須在遊客中心購買野外露營許可證，方可在園內露營。布萊斯峽谷度假小屋是另一個在園內留宿的方法，小屋設有114間客房，並供應早午晚三餐，但僅於每年四月至十月開放。園內的野餐區設於日落點、彩虹點和雜貨商店等地附近，全年開放。而位於北露營地南端的野餐區則於四月到十月期間開放。

## 外部連結
- 布萊斯峽谷國家公園官方網站 （页面存档备份，存于）（英文）
- 布萊斯峽谷 (Bryce Canyon) 地圖與健行指南 （页面存档备份，存于）（繁體中文）